# LGA 3647
LGA 3647是一款由Intel开发的CPU插座，被用于Xeon Phi x200系列（代号：“Knights Landing”），Xeon Phi 72x5系列（代号：“Knights Mill”），SkyLake-SP系列，Cascade Lake-SP/AP系列和Cascade Lake-W系列的微处理器。

## 规格
该CPU插座采用平面网格阵列封装（LGA）设计，拥有3647个触点，较上代LGA 2011大幅增加。支持最多6通道的DDR4内存，非易失性3D XPoint存储，英特尔超路径互联（以替代QPI技术）和100G的Omni-Path互连，并且还有新的中央处理器安装方式。新的安装方式可以不使用杠杆将中央处理器固定到位，而是通过中央处理器散热器的压力及螺钉将其固定到位。

## 版本
该CPU插座有两个版本（P0和P1），在 ILM 中也有所不同（拥有独立加载的机制，且中心螺钉的螺距略有变化，更明显的一个是导向销位于其他角落）。为了防止插入不兼容的处理器，处理器插槽和处理器上的匹配槽口位于不同的位置，这样也可以防止在计算机系统中使用错误的散热器。更常见的 P0 型号有两种散热器选项 - 指定为方形 ILM 和窄 ILM，其选择取决于服务器和主板的设计。
- LGA3647-0（插槽P0）用于Skylake-SP和Cascade Lake-SP/AP处理器
- LGA3647-1（插槽P1）用于至强融核x200处理器